# 第五世达赖喇嘛
阿旺罗桑嘉措（藏語：ངག་དབང་བློ་བཟང་རྒྱ་མཚོ་，威利转写：ngag-dbang blo-bzang rgya-mtsho，THL：ngak-wang lo-zang gya(m)-tsho；1617年—1682年），藏传佛教格鲁派第五世达赖喇嘛。他在位期間，結束了西藏分裂的局面，確立了格魯派在藏傳佛教中的優勢統治地位，建立甘丹頗章政權，成為在1642年至1682年期間西藏政教合一的最高領袖。在他掌握政權的四十年期間，五世達賴喇嘛開始同清廷建立外交聯繫，並會見了來到西藏的早期歐洲探險家。他也是西藏歷史上的一位著名學者，一生著作頗豐，被西藏人稱為「偉大的五世」。

## 生平

### 出生和認定
阿旺羅桑嘉措原名貢噶寧布（藏語：ཀུན་དགའ་སྙིང་པོ，威利转写：kun dga' snying po），是山南琼结青哇達孜人，其父為日喀則宗本都杜饒登，其母為貢噶蘭澤。他的家族在日喀則頗為知名，同時具有薩迦派和寧瑪派的血統。
1616年，第四世達賴喇嘛圓寂。1618年，都杜饒登支持色拉寺和哲蚌寺以對抗藏巴汗，戰敗被俘，前藏大部份地區被藏巴汗征服。格魯派受到沉重打擊，藏巴汗彭措南傑禁止四世達賴喇嘛轉世。
與此同時，四世達賴的侍者索南群培秘密尋找轉世靈童。最終，他們認定貢噶寧布為轉世靈童。然而由於當時的局勢，索南群培不得不隱瞞了這個消息。後來，四世班禪喇嘛說服了彭措南傑，使他廢除了禁止轉世的命令。
都杜饒登被俘後，被彭措南傑拘禁在桑珠孜城堡中，後來越獄被殺。貢噶蘭澤、貢噶寧布母子則被命令居住在桑珠孜，但由於害怕受到報復，貢噶蘭澤攜子逃回了母族的居城浪卡子城堡。
1622年彭措南傑病死以後，貢噶寧布被拉薩三大寺僧众迎接到哲蚌寺。同年2月25日，正式被认定为新的达赖喇嘛。3月18日跟隨四世班禅喇嘛出家，受沙弥戒，法号阿旺罗桑嘉措。

### 統一西藏
五世達賴繼位的時候僅僅17歲。新繼任的藏巴汗丹迥旺波為了挽回頹勢，於1635年聯合七旗喀爾喀蒙古，共同對抗格魯派。索南群培向青海的和碩特部求援，与和硕特部固始汗共商消灭格魯派的敌对势力。和碩特的固始汗隨即派兵支援，在1637年大敗喀爾喀三萬大軍，殺其首領卻圖汗。同年，五世達賴跟随四世班禅受比丘戒，就任哲蚌寺、色拉寺座主，学习佛教经典。
勢力窘迫的藏巴汗，被迫與信奉苯教的白利土司結盟。白利土司出兵攻打格魯派的據點理塘，奪取了康區的眾多地區，這給予了固始汗出兵的口實。1641年，他与四世班禅遣人赴青海密招固始汗率兵入藏。1642年，固始汗击败白利土司，出兵日喀則，殺死丹迥旺波，滅藏巴汗政權，以所得赋税献五世达赖。受藏巴汗庇護的噶舉派領袖第十世噶瑪巴逃亡康區。隨後，固始汗率兵征服了藏巴汗統治的整個卫藏。同年，25歲的五世達賴喇嘛正式坐床，獲得眾多僧侶的支持。固始汗面見了五世達賴，將卫藏所得赋税全部贡献给达赖喇嘛。作為回報，五世達賴授予他「大國師」的頭銜，一說是青海的東科活佛所贈。

### 建立甘丹頗章政權
西藏的教派紛爭以格魯派的勝利告終。自此，五世達賴確定了其在西藏的統治地位，而固始汗的地位和威望也得到了提高。在西藏，大檀越固始汗掌握了軍權，而在政治事務上，攝政第巴索南群培也有很大的發言權。此後十年，此二者成為左右西藏意向的重要職位。
五世達賴喇嘛取得政權之後，決定將統治中心從哲蚌寺搬遷到拉薩的新宮殿。1645年，他派遣索南群培來到拉薩的紅山，在吐蕃贊普松贊干布宮殿的遺址上建立自己的宮殿。這個宮殿被命名為布達拉宮，「布達拉」便是「普陀洛」在藏語中的音譯。歷代達賴喇嘛被視為觀世音菩薩的化身，因而得此命名。建成布达拉宮白宮后，五世達賴为每年一次的“传大招”规定会期和规模。整座布達拉宮的建設花費了四十三年的時間，在落成的時候五世達賴早已圓寂。
1645年至1650年期間，西藏曾多次受到尼泊爾的入侵。此後西藏與尼泊爾和解，西藏與印度的貿易都經過尼泊爾境內，使用尼泊爾发行的貨幣。
不丹是噶舉派的一位領袖夏仲阿旺朗傑建立的國家，因而成為甘丹頗章政權重要的攻擊對象。甘丹頗章政權曾在1644年、1648年和1649年三次入侵不丹，但都被擊退。
另一方面，五世達賴喇嘛試圖擴大格魯派的影響。1650年，覺囊派高僧羅桑丹貝堅贊從蒙古來到西藏學習佛法。在五世達賴的要求下，他改宗格魯派，並被認定為第一世哲布尊丹巴呼圖克圖。

### 與清廷的關係

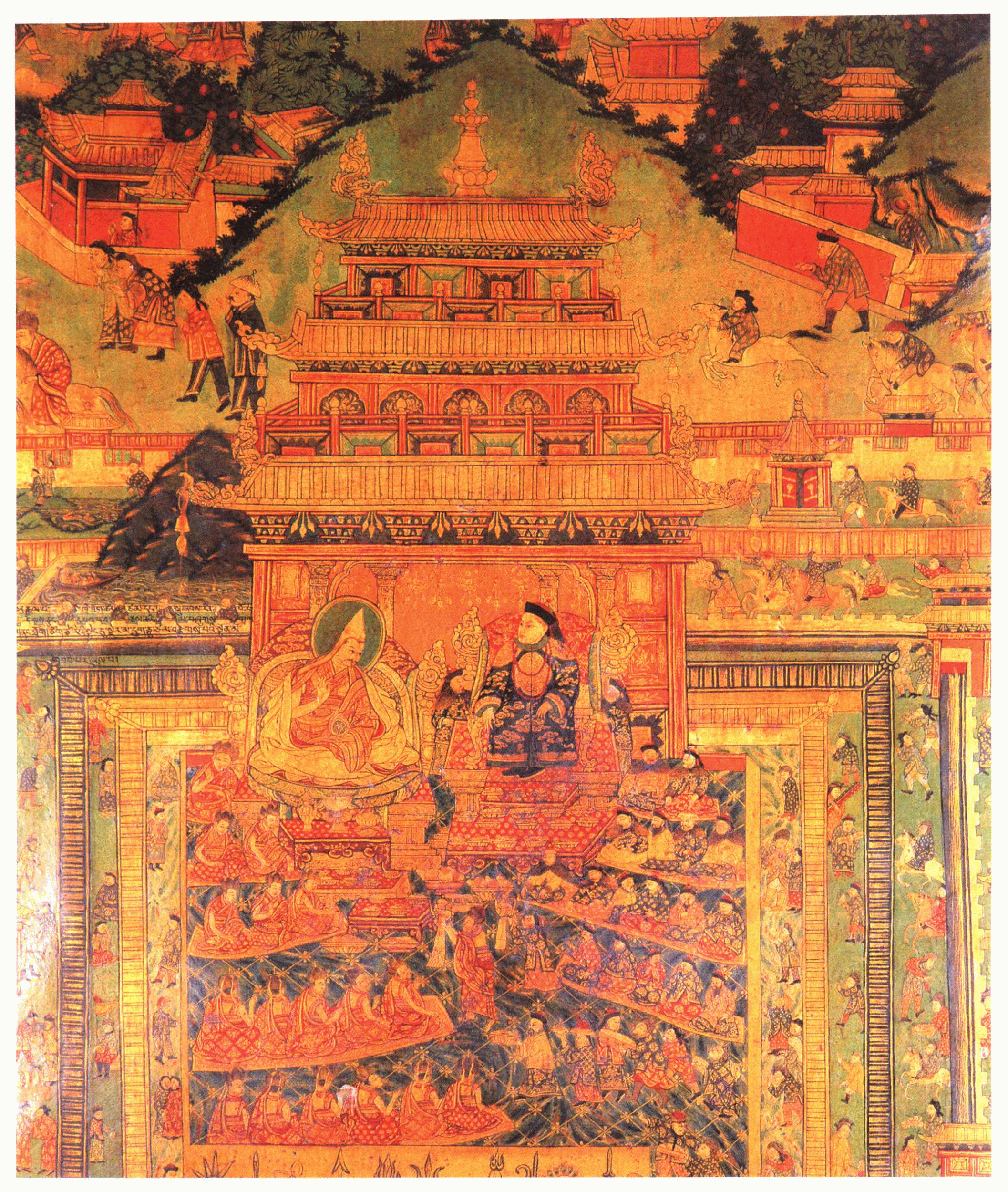
五世达赖喇嘛同顺治帝會面

五世達賴喇嘛統治之時，中國正發生著翻天覆地的變化。後金崛起，不斷攻擊明朝的東北邊疆。皇太極在1636年建立大清，並迫使朝鮮成为其属国。1642年，達賴喇嘛派遣使者伊拉古克三呼圖克圖前去盛京，表示願意支援。滿洲人、蒙古人都信奉藏傳佛教，非常重視同西藏的關係。1644年（順治元年），清兵入關，佔據了北京。順治帝遣使存问，邀请五世达赖喇嘛來北京，但此時達賴喇嘛的權力剛剛穩固，便以邀請沒有正當理由為由拒絕。1650年，順治帝再度派遣使節團出使西藏，增加了禮物，邀請達賴喇嘛來北京。達賴喇嘛允許，他到達寧夏時，順治帝派大臣以及三千護衛前來迎接。
1652年（清顺治九年）10月13日，順治帝寫信給達賴喇嘛，定在內蒙古的岱海（今涼城縣東）相會，但10月31日洪承疇上疏，以欽天監奏天象示警，皇帝不宜出行，順治帝因此至書達賴喇嘛：「前者朕降諭欲親往迎迓，近以盜賊間發，羽檄時聞，國家重務難以輕置，是以不能前往。」五世達賴喇嘛到達北京。順治帝得知後，親自出城迎接。他受到隆重接待，順治帝授予他「達賴喇嘛」的稱號，他則授予順治帝「文殊皇帝」的頭銜。有的歷史學家認為達賴喇嘛與清朝皇帝二者為對等統治者關係，另一些學者對此持不同的看法。
五世達賴喇嘛在北京期間住在西黃寺，其間，他親自為順治帝及其后妃、皇子、諸王等皇家人士灌頂。次年，他以水土不服為由，經內蒙古凉城县返回西藏。順治帝又加封他為「西天大善自在佛所领天下释教普通瓦赤喇怛喇达赖喇嘛」，并赐金册金印，承認達賴喇嘛藏傳佛教领袖地位。康熙帝即位后，每年派官員攜帶皇帝親筆信前往西藏，探望達賴喇嘛和班禪喇嘛。

### 與基督教的接觸

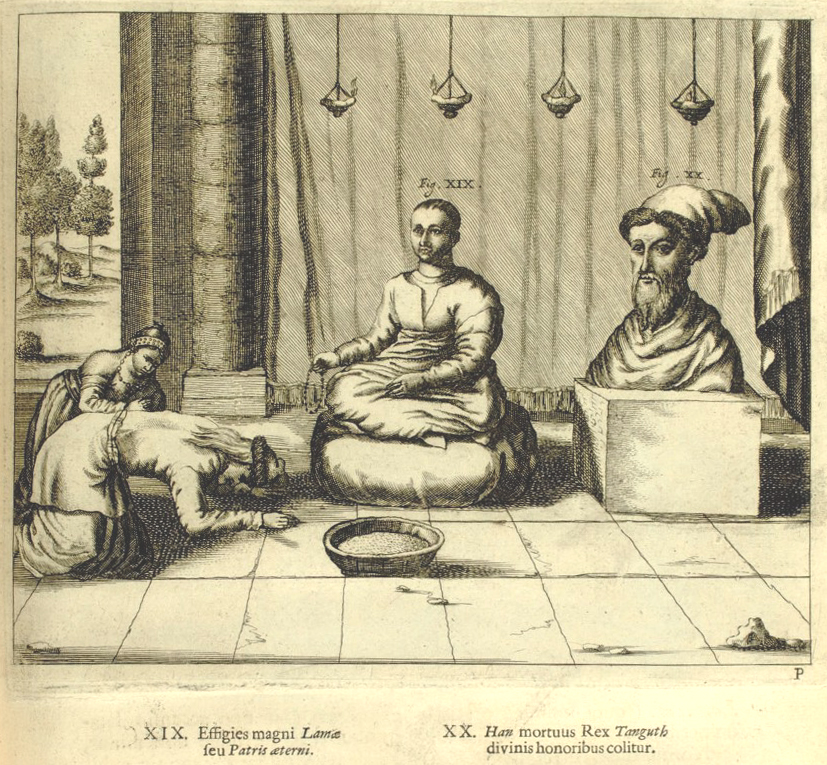
文乃心和吳爾鐸拜見五世達賴與和碩特大汗。

葡萄牙耶穌會傳教士安東尼奧·德爾·安德拉德與曼努埃爾·馬克斯曾於1642年來的古格王國（在今西藏阿里地區），獲得古格國王的熱情接待。在安德拉德的建議下，耶穌會在1627年派遣若奧·卡布拉爾和埃斯特旺·卡塞拉去西藏傳教。此二人獲得末代藏巴汗丹迥旺波的支持，並在翌年建立教區，後來將香巴拉的故事帶回印度。然而，這兩隊傳教士都捲入了不同的權力鬥爭中，最終被迫撤離西藏。
最初與達賴喇嘛見面的是兩位耶穌會傳教士：一位是來自奧地利的文乃心（Johannes Grueber），一位是來自佛蘭德斯的吳爾鐸（Albert d'Orville）。1661年，兩人自北京出發前往阿格拉，途經拉薩，同五世達賴會面。荷蘭出版商阿塔納斯·珂雪在1667年出版的《中國圖說》一書中有一幅五世達賴喇嘛的版畫畫像，便是根據此行而繪製的。

### 總攬大權
五世達賴返回西藏后不久，哲蚌寺大喇嘛祖古扎巴堅贊、攝政索南群培以及師父四世班禪喇嘛相繼逝世，他在西藏的影響力大大提高。他還擴大格魯派寺院勢力，巡遊衛藏，任命宗本，制定法规和服饰等级。建立大寺十三所，制定嚴格的組織制度，规诸寺庙住寺僧数、田产、农奴等，及僧官任免、学经程度等。固始汗的繼任者對政治不感興趣，且實力大不如前；五世達賴冊封固實汗的兒子丹增多傑為新任和碩特可汗，又任命自己的親信陳列嘉錯擔任第巴，總攬大權，將和碩特可汗的影響力邊緣化。1662年，準噶爾王子噶爾丹來到拉薩，拜五世達賴為師。五世達賴對其十分器重。
1659年，日喀則發生叛亂，被他平定。1670年，康區叛亂，也被他平定。1674年，鎮守雲南的清朝藩王吳三桂發起三藩之亂，五世達賴在此前與吳三桂交往非常密切，在戰爭中同吳三桂屢有書信往來。1678年，準噶爾大汗噶爾丹統一天山以北的草原之後，五世達賴冊封他為「博碩克圖汗」。這一系列同清朝敵對勢力的來往，致使五世達賴與清朝皇帝的關係產生了隔閡。
1679年，五世達賴把政務委任給弟子桑結嘉错，自己閉關修煉，專心從事著述。同年，西藏出兵拉達克，歷經四年，使拉達克成為了西藏的附屬國。五世達賴在1682年圓寂。由於其在西藏的影響力非常高，且當時西藏正在同拉達克交戰，桑結嘉措為維持西藏政權的穩定，遂以達賴喇嘛閉關不見人為由，隱瞞了其死訊達十五年。直到1696年，才對外公佈死訊，並在翌年推舉倉央嘉措為第六世達賴喇嘛。

## 宗教政策
在剛剛取得政權後不久，五世達賴喇嘛為了政教合一，強力打擊敵對教派，沒收了他們寺院的財產，並迫使他們改宗格魯派。其最大政敵噶舉派被打擊程度尤為嚴重。然而，在確立格魯派的統治地位之後，五世達賴一改之前的強硬作風，採取了兼容並蓄的政策，並允許他們復興自己的寺院。五世達賴採取各派所長，修習了各派知名的教法，例如向寧瑪派上師學習大圓滿法，並建立「蓮師八相灌頂儀軌」，因此受到寧瑪派等派的支持。不過，卻引起了祖古扎巴堅贊等堅持傳統的格魯派僧人的強烈反對，扎巴堅贊批評達賴，隨即遭到逮捕，不久圓寂獄中。有些格魯派人士認為扎巴堅贊是被五世達賴賜死，或者獄中受虐而自殺的，他們表示，扎巴堅贊死後的靈魂變成了多傑雄登（雄天大神），並對其進行崇拜。五世達賴宣佈多傑雄登「是一個依邪願而投生的惡魔」，對此信仰加以禁止。此後，歷代達賴喇嘛都頒佈過對多傑雄登信仰的禁令，由於歷代達賴對此禁令時嚴時寬，故時至今日，仍有不少信仰者。

## 學問與文化造詣
五世达赖喇嘛不仅是一位佛学家、政治家，还是一位史学家及医药学家。他性格沉默寡言，精通梵文和蒙古文，博學多識，十分熱衷於學術研究。在位期間，建立了兩個教育機構，分別給世俗人和僧侶學習。
他27岁著成的《西藏王臣记》，至今已被译为多国文字流传海内外。其它著作有《大圆满教法史》《文殊口授·菩提道次第引导文》《引导大悲次第论》《相性新释》《中观论释》《怖畏金刚常修法》《现观庄严论释难》《俱舍论疏》《羯摩仪轨疏》《五世达赖喇嘛自传》《三世达赖喇嘛福海传》《四世达赖喇嘛功德海传》《良药文集》《诗镜论》等30多函，结成《五世达赖全集》传世，是非常宝贵的文化遗产。
此外，他對天文學、詩作和行政管理學有深刻研究，對藏醫學造詣也頗高，並取得醫師的資格。他對繪畫也很感興趣，頗具佛教藝術鑒賞的眼光，是美術史熱心的研究者与赞助者。在1645年至1651年布達拉宮建設期間，壁畫多由他來設計。第一世達賴喇嘛的壁畫就是他親自設計的。為了創作這些壁畫，他召集了衛藏各地的知名畫家，這其中包括新勉派的創始人藏巴·曲英嘉措。他還組織了對哲蚌寺壁畫的重新繪製。